# Lamiopsis
Lamiopsis – rodzaj drapieżnych ryb chrzęstnoszkieletowych z rodziny żarłaczowatych (Carcharhinidae). 

## Rozmieszczenie geograficzne
Do rodzaju należą gatunki występujące w wodach północnego Oceanu Indyjskiego i zachodniego Oceanu Spokojnego.

## Morfologia
Długość ciała do 208 cm; masa ciała do 52,4 kg.

## Systematyka

### Etymologia
Lamiopsis: być może rodzaj Lamia Risso, 1827; οψις opsis, οψεως opseōs ‘wygląd, oblicze, twarz’.

### Podział systematyczny
Do rodzaju należą następujące gatunki:
- Lamiopsis temminckii (Müller & Henle, 1839)
- Lamiopsis tephrodes (Fowler, 1905)